# Rubia regelii
Rubia regelii är en måreväxtart som beskrevs av Antonina Ivanovna Pojarkova. Rubia regelii ingår i släktet krappar, och familjen måreväxter. Inga underarter finns listade i Catalogue of Life.